# Sílvia da Suécia
Sílvia (Sílvia Renata Sommerlath; Heidelberg, 23 de dezembro de 1943) é a esposa e consorte real do rei Carlos XVI Gustavo e Rainha Consorte da Suécia desde 1976. Ela é a primeira rainha consorte sueca de origem não real. Ela é filha de Walther Sommerlath e Alice Soares de Toledo. Sílvia passou parte da sua infância no Brasil, onde estudou no Colégio Visconde de Porto Seguro em São Paulo. Ela retornou à Alemanha em 1957 e se formou em interpretação na Universidade de Munique em 1969. Ela trabalhou como intérprete da delegação argentina nos Jogos Olímpicos de Munique em 1972, onde conheceu o então príncipe herdeiro Carlos Gustavo. Eles iniciaram um namoro à distância e se casaram em 19 de junho de 1976, três anos após Carlos Gustavo se tornar rei.
Como rainha, Sílvia tem se dedicado a diversas causas sociais e humanitárias, especialmente relacionadas à infância, à saúde e ao meio ambiente. Ela é fundadora e presidente honorária da World Childhood Foundation, uma organização que apoia crianças vítimas de abuso e exploração. Ela também é patrona de várias instituições culturais e científicas na Suécia e no exterior. Sílvia é mãe de três filhos: Vitória, Princesa Herdeira, Carlos Filipe, Duque de Varmlândia e Madalena, Duquesa da Helsíngia e Gestrícia.

## Família
Sílvia Renata Sommerlath nasceu na cidade de Heidelberg na Alemanha em 23 de dezembro de 1943. É a mais nova de três crianças, filha do empresário alemão Walther Sommerlath (que tornou-se presidente da subsidiária brasileira da metalúrgica Uddeholm) e da brasileira Alice Soares de Toledo. 
Seu avô materno foi Artur Floriano de Toledo (1873-1935), descendente do rei Afonso III de Portugal e sua amante, Maria Peres de Enxara.
A rainha tem dois irmãos: Ralf e Walther Sommerlath. Seu terceiro, Jörg Sommerlath faleceu em 2006. A família Sommerlath viveu na cidade de São Paulo, entre 1947 e 1957, onde Sílvia estudou no tradicional colégio alemão Colégio Visconde de Porto Seguro. A família retornou para a Alemanha Ocidental em 1957.

## Educação
Em 1963, completou os seus estudos no ensino secundário em Düsseldorf. Em 1969, a Sílvia graduou-se em interpretação na cidade de Munique, especializada em língua espanhola.

## Carreira profissional
No início dos anos 1970, trabalhou junto ao consulado da Argentina na cidade de Munique, durante os Jogos Olímpicos de Verão de 1972. Trabalhou como diretora do protocolo dos Jogos de Inverno em Innsbruck de 1976, na Áustria, e, brevemente, como comissária de bordo.
Intérprete, Sílvia fala seis línguas: sueco, alemão, francês, espanhol, português e inglês. Além disso, é fluente na língua de sinais para deficientes auditivos.

## Namoro e casamento real

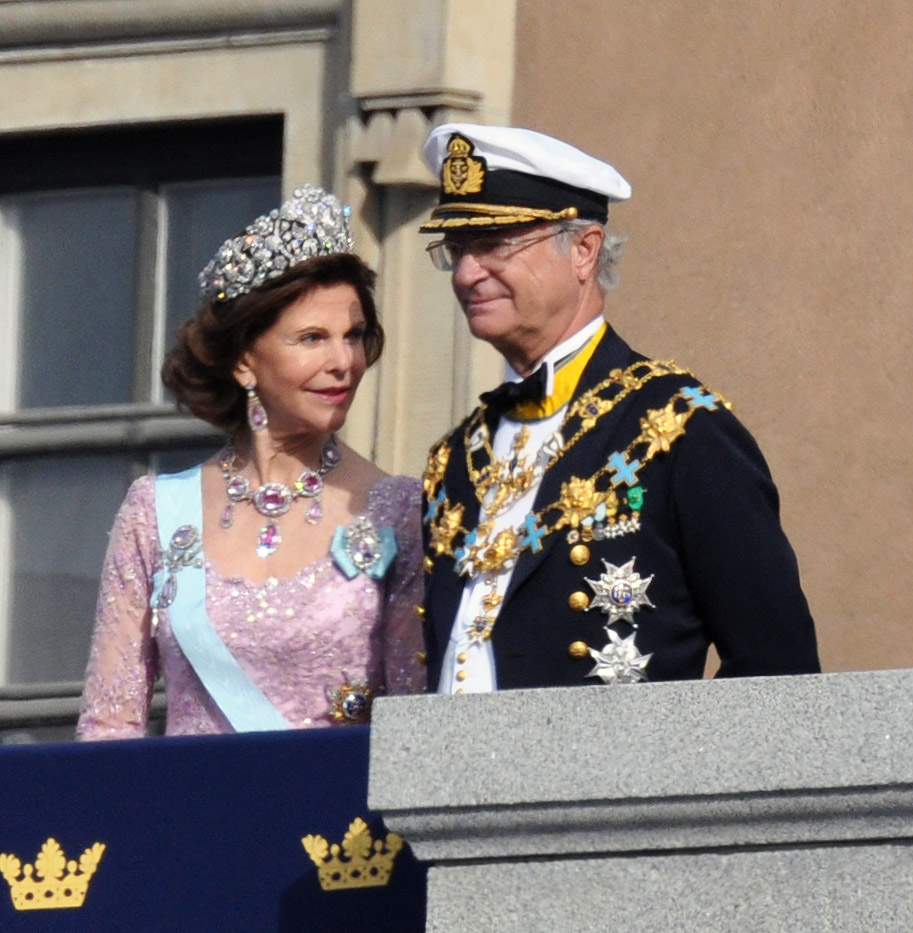
O rei e a rainha da Suécia na bancada do palácio logo após o Casamento de Vitória, Princesa Herdeira da Suécia e Daniel Westling em 2010.

Durante os Jogos Olímpicos de Verão em Monique de 1972, Sílvia Sommerlath conheceu o então príncipe-herdeiro Carlos Gustavo da Suécia. Em uma entrevista seguinte, o futuro rei lhe disse que eles combinavam bem.
O Carlos Gustavo da Suécia foi entronizado rei em 19 de setembro de 1973. Ele e Sílvia anunciaram o seu noivado em 12 de março de 1976.
Casaram-se três meses mais tarde, em 19 de junho de 1976, na Catedral de São Nicolau de Estocolmo, localizada na cidade de Estocolmo. Foi o primeiro casamento de um monarca sueco reinante desde 1797. Se eles tivessem casado durante o reinado do rei Gustavo VI Adolfo da Suécia, ele perderia o direito na linha de sucessão ao trono sueco.
Em celebração ao casamento, foi realizado um baile de gala no dia 18 de junho de 1976, com a presença do rei Carlos XVI Gustavo da Suécia, a futura rainha Sílvia e os seus pais, Walther e Alice. O famoso grupo pop ABBA executou a música Dancing Queen na televisão sueca uma noite antes da cerimônia. A música não foi composta em homenagem à futura rainha, segundo os integrantes, mas foi um dos pontos altos da festa.
Segundo Sílvia, os filhos foram educados como crianças comuns, apesar dos títulos e dos compromissos com o trono sueco. Até a educação secundária, os príncipes estudaram em escolas públicas. A educação da princesa Vitória, Princesa Herdeira da Suécia foi mais intensa, em função da responsabilidade que terá como futura monarca reinante da Suécia, mas a base psicológica repassada por Sílvia a todos os filhos foi fundamental para a princesa herdeira.
Como a rainha Sílvia morou aproximadamente dez anos no interior do estado de São Paulo no Brasil, o casal proporcionou aos filhos uma criação mais próxima ao campo. Assim, deram-lhes o respeito à natureza e à um cotidiano simples.

## Ascendência real
O seu avô materno era Artur Floriano de Toledo (1873-1935), descendente do rei Afonso III de Portugal e sua concubina Maria Peres de Enxara. Artur era o bisneto de Antónia de Almeida de Aguiar, descendente de famílias de fidalgos estabelecidas em São Paulo, durante o período colonial português, entre eles a família Alvarenga de Lamego, Portugal. Ela também é de muito distante ascendência ameríndia brasileira. Um de seus antepassados era o chefe indígena dos tupiniquim, Tibiriçá de Piratininga.

## Vida como rainha

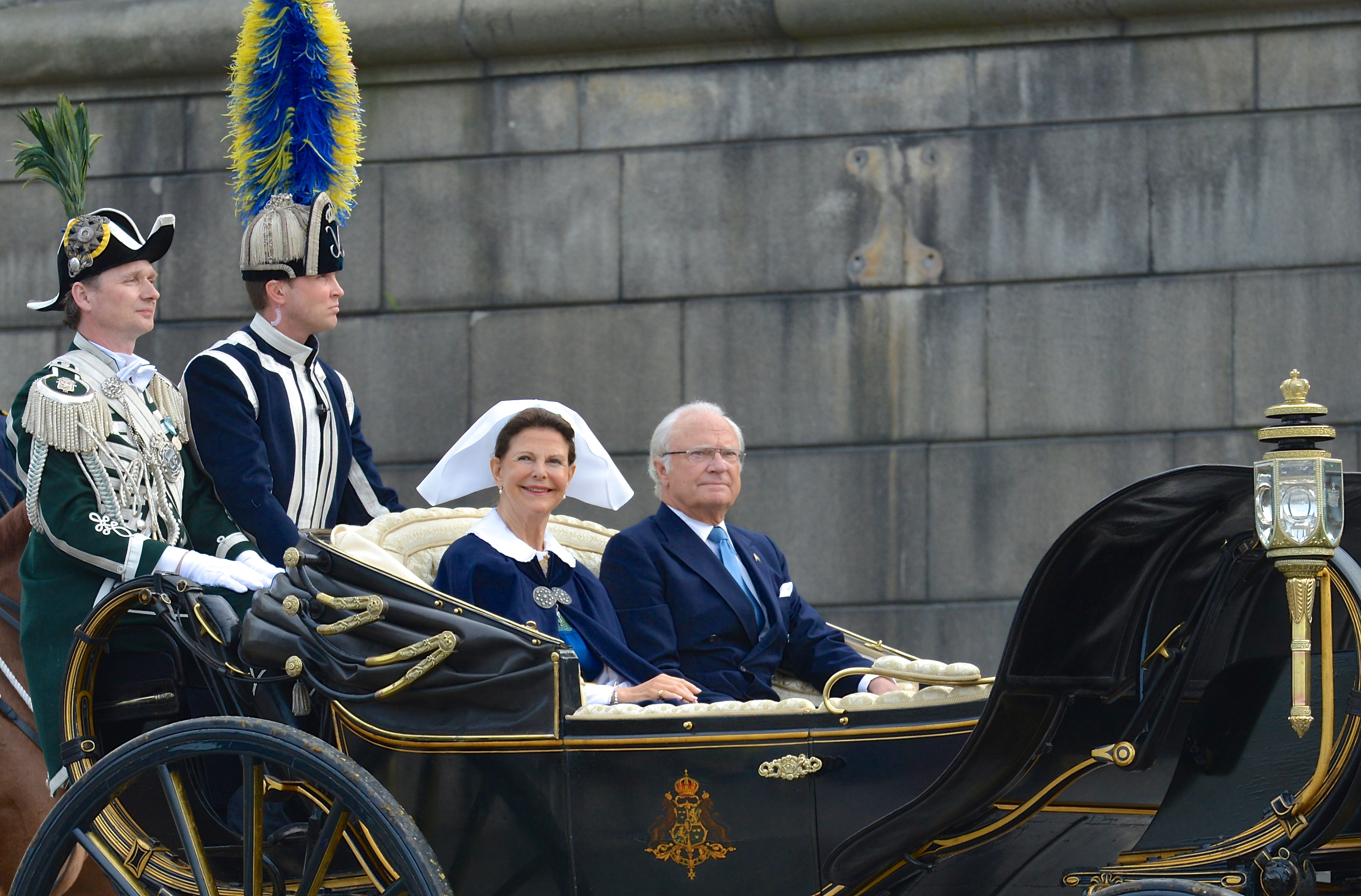
O Rei Carlos XVI Gustavo e a Rainha Silvia durante os desfiles do Dia Nacional da Suécia em 2014.

Culta, elegante, educada e reconhecida pela simplicidade e simpatia, a rainha Sílvia é admirada não apenas pelo cumprimento de suas atribuições, mas também pelo engajamento em projetos sociais importantes.
Em 1999, Sílvia da Suécia fundou a World Childhood Foundation, com o objetivo de promover melhores condições de vida e de defesa do direito das crianças contra a pobreza e o abuso sexual. A instituição está presente em quatorze países e realiza mais de cem programas.
A 13 de janeiro de 1987 recebeu a Grã-Cruz da Ordem Militar de Cristo e a 2 de maio de 2008 recebeu a grã-cruz da Ordem do Infante D. Henrique.

## Saúde
Em janeiro de 2022, foi anunciado que Sílvia estava com covid-19. Ela já estava completamente imunizada e teve sintomas leves.

## Títulos, Estilos e Armas

### Títulos e estilos:
- 23 de dezembro de 1943 - 15 de setembro de 1976: Srta. Silvia Renata Sommerlath
- 15 de setembro de 1976 – presente: Sua Majestade, a Rainha.Brasão de armas da Rainha Sílvia

Brasão de armas da Rainha Sílvia

Monograma

## Honras

### Honras Nacionais:
- Suécia: 
  - Membra Grã-Cruz com Colar da Ordem do Serafim
  - Membra da Ordem da Família Real do Rei Carlos XVI Gustavo
  - Agraciada com a medalha pelo 50º aniversário do Rei Carlos XVI Gustavo
  - Agraciada com a medalha pelo Casamento de Vitória, Princesa Herdeira da Suécia, e Daniel Westling
  - Agraciada com a medalha do Jubileu de Rubi do Rei Carlos XVI Gustavo
  - Agraciada com a medalha pelo 70º aniversário do Rei Carlos XVI Gustavo
  - Agraciada com a medalha do Jubileu de Ouro do Rei Carlos XVI Gustavo

### Honras Estrangeiras:
- Argentina: Grã-Cruz da Ordem do Libertador San Martin[12]
- Áustria: Grande Estrela, classe especial da Condecoração de Honra por Serviços à República da Áustria
- Bélgica: Dama Grã-Cruz da Ordem de Leopoldo I
- Brasil: Grã-Cruz da Ordem Nacional do Cruzeiro do Sul
- Brunei: Grã-Cruz com Colar da Ordem da Família de Laila Utama[12]
- Alemanha: Grã-Cruz, Classe Especial, da Ordem do Mérito da República Federal da Alemanha
  -  Baden-Württemberg: Membra da Ordem do Mérito de Baden-Württemberg
  -  Baviera: Membra da Ordem do Mérito da Baviera[13]
- Bulgária:
  - Grã-Cruz da Ordem de Stara Planina[12]
  - Membra da 1ª classe da Ordem da Rosa[12]
- Chile: Grã-Cruz da Ordem do Mérito do Chile[12]
- Croácia: Grã-Cruz da Grande Ordem da Rainha Jelena[12][14]
- Dinamarca: Grã-Cruz da Ordem do Elefante[12][15]
- Estónia:
  - Membra da 1ª classe da Ordem da Cruz da Terra Mariana
  - Membra da 1ª classe da Ordem da Estrela Branca
- Finlândia: Grã-Cruz com Colar da Ordem da Estrela Branca[12]
- França: 
  - Grã-Cruz da Ordem Nacional da Legião de Honra
  - Grã-Cruz da Ordem Nacional do Mérito
- Alemanha: Grã-Cruz, Classe Especial, da Ordem do Mérito da República Federal da Alemanha
  -  Baden-Württemberg: Membra da Ordem do Mérito de Baden-Württemberg
  -  Baviera: Membra da Ordem do Mérito da Baviera[13]
- Grécia: Grã-Cruz da Ordem de Honra[16]
- Hungria: Grã-Cruz da Ordem do Mérito da República da Hungria
- Islândia: Grã-Cruz da Ordem do Falcão[17]
- Itália: Grã-Cruz da Ordem do Mérito da República Italiana[18]
- Japão: Dama do Grande Cordão da Ordem da Coroa Preciosa
- Jordânia: Dama do Grande Cordão da Suprema Ordem do Renascimento
- Coreia do Sul: Membra da 1ª Classe da Ordem do Mérito do Serviço Diplomático
- Letónia: Grã-Cruz da Ordem das Três Estrelas[12]
- Lituânia:
  - Grã-Cruz da Ordem de Vytautas o Grande[19]
  - Grã-Cruz da Ordem do Mérito da Lituânia[20]
- Luxemburgo: Dama da Ordem do Leão de Ouro da Casa de Nassau[21]
- Malásia: Grã-Cruz com Colar da Ordem da Coroa do Reino[22]
- México: Grã-Cruz da Ordem da Águia Asteca
- Países Baixos:
  - Dama Grã-Cruz da Ordem do Leão Neerlandês
  - Grã-Cruz da Ordem da Casa de Orange
- Noruega:
  - Grã-Cruz da Ordem de Santo Olavo
  - Agraciada com a Medalha do Jubileu de Prata do Rei Haroldo V
- Polónia: Dama da Ordem da Águia Branca
- Portugal:
  - Grã-Cruz da Ordem de Cristo[23]
  - Grã-Cruz da Ordem do Infante D. Henrique
- Romênia: Grã-Cruz da Ordem da Estrela da Romênia[24][25]
- Eslovénia: Agraciada com a Ordem por Mérito Excepcional
- Espanha:
  - Grã-Cruz da Ordem de Carlos III[26]
  - Grã-Cruz da Ordem de Isabel a Católica[27]
- Tailândia: Membra da 1ª Classe da Ordem de Chula Chom Klao[28]
- Tunísia: Grã-Cruz da Ordem Nacional do Mérito[29]
- Ucrânia:
  - Membra da 1ª Classe da Ordem do Príncipe Yaroslav, o Sábio[30]
  - Membra da 1ª Classe da Ordem do Mérito

## Descendência
| Imagem | Nome                                       | Nascimento          | Casamento           | Casamento           | Seus filhos                                                                             |
| Imagem | Nome                                       | Nascimento          | Data                | Cônjuge             | Seus filhos                                                                             |
| ------ | ------------------------------------------ | ------------------- | ------------------- | ------------------- | --------------------------------------------------------------------------------------- |
|        | Vitória, Princesa Herdeira                 | 14 de junho de 1977 | 19 de junho de 2010 | Daniel Westling     | Estela, Duquesa da Gotalândia Oriental Óscar, Duque da Escânia                          |
|        | Carlos, Duque da Varmlândia                | 13 de maio de 1979  | 13 de junho de 2015 | Sofia Hellqvist     | Alexandre, Duque de Sudermânia Gabriel, Duque de Dalarna Juliano, Duque de Halland      |
|        | Madalena, Duquesa da Helsíngia e Gestrícia | 10 de junho de 1982 | 8 de junho de 2013  | Christopher O'Neill | Leonor, Duquesa da Gotlândia Nicolau, Duque de Angermânia Adriana, Duquesa de Blecíngia |